# Gribowski G-4
Die Gribowski G-4 (russisch Грибовский Г-4) war das erste Flugzeug des sowjetischen Flugzeugkonstrukteurs Wladimir Konstantinowitsch Gribowski, das ausgeführt wurde.
Der aus Holz gefertigte, verstrebte, einsitzige Hochdecker wurde 1926 in Serpuchow begonnen, aber nicht vollendet. Das Fahrwerk war am Rumpf befestigt und nicht einziehbar. Als Antrieb war ein 30 PS leistender Bristol Cherub vorgesehen.